# Yaozhai, Shandong
Yaozhai (kinesiska: 姚寨镇, 姚寨) är en köping i Kina. Den ligger i provinsen Shandong, i den östra delen av landet, omkring 65 kilometer sydväst om provinshuvudstaden Jinan. Antalet invånare är 28253. Befolkningen består av 14 312 kvinnor och 13 941 män. Barn under 15 år utgör 14,0 %, vuxna 15-64 år 73 %, och äldre över 65 år 11,0 %.
Genomsnittlig årsnederbörd är 861 millimeter. Den regnigaste månaden är juli, med i genomsnitt 255 mm nederbörd, och den torraste är januari, med 5 mm nederbörd.